# Дэвис, Чарли (футболист)
Чарльз Де́смонд (Ча́рли) Дэ́вис (англ. Charles Desmond "Charlie" Davies; 25 июня 1986, Манчестер, Нью-Гэмпшир, США) — американский футболист, нападающий. Выступал за сборную США.

## Клубная карьера

### Ранние годы
В футбол Дэвиса привёл его отец, выходец из Гамбии, Кофи Дэвис. Он посещал школу Брукс в Норт-Андовере, штат Массачусетс, которую окончил в 2004 году. За это время он забил 29 и 30 голов во младших и старших сезонах, соответственно. После этого он играл за Бостонский колледж на протяжении трёх лет. В последнем сезоне, Дэвис отметился 15 раз в 16 играх. Во время обучения в колледже он также играл за клуб «Уэстчестер Флэймз» из Premier Development League.

### «Хаммарбю»
Дэвис был на просмотре в «Аяксе», однако свой первый профессиональный контракт подписал с «Хаммарбю» в декабре 2006 года. Свой первый гол за шведский клуб Чарли забил 24 июня 2007 года в Кубке Интертото в ворота «КИ Клаксвик». В сезоне 2008 Дэвис стал ключевым игроком команды, отметившись 15 голами в 27 матчах.

### «Сошо»
10 июля 2009 года Дэвис перешёл в «Сошо». В чемпионате Франции сезона 2009/10 он успел сыграть в 8 матчах и забить 2 гола. 13 октября 2009 года Дэвис попал в автомобильную аварию, в результате которой получил тяжёлые травмы, и пропустил более 15 месяцев.

### «Ди Си Юнайтед»
В феврале 2011 года Дэвис перешёл в клуб MLS «Ди Си Юнайтед» на правах аренды, рассчитанной на сезон. В первом же матче за клуб, в игре против «Коламбус Крю» 19 марта, он отличился дублем, выйдя на замену на 52-й минуте. 24 июня он был оштрафован на $1000 за симуляцию в матче с «Реал Солт-Лейк». В 26 матчах сезона 2011 Дэвис забил 11 голов, большая часть из которых пришлась на первую половину сезона. 1 декабря «Ди Си Юнайтед» объявили о том, что не будут активировать опцию выкупа игрока, обозначенную в договоре аренды.

### Возвращение в «Сошо»
По возвращении в «Сошо» Дэвис принял участие в двух матчах, в которых провёл на поле в сумме 25 минут, голов не забивал. По окончании сезона 2011/12 его контракт с клубом был расторгнут по взаимному согласию сторон.

### «Раннерс»
Летом 2012 года Дэвис подписал двухлетний контракт с клубом датской Суперлиги «Раннерс». Дебютировал за «коней» он 22 июля в матче против «Оденсе».

### «Нью-Инглэнд Революшн»
8 августа 2013 года Дэвис был арендован в «Нью-Инглэнд Революшн» на остаток сезона MLS 2013. За свой новый клуб он дебютировал 17 августа в матче против «Чикаго Файр». В начале 2014 года контракт Дэвиса и «Раннерс» был расторгнут по обоюдному согласию, и игрок перешёл в стан «Нью-Инглэнд Революшн» на постоянной основе. Свой первый гол за «ревс» он забил 2 августа 2014 года в ворота «Нью-Йорк Ред Буллз».

### «Филадельфия Юнион»
В начале августа 2016 года Дэвис был обменян в «Филадельфия Юнион». Он дебютировал за свой новый клуб 6 августа в матче против «Ди Си Юнайтед». По окончании сезона 2017 «Филадельфия» не стала продлевать контракт с Дэвисом.
2 марта 2018 года Чарли Дэвис объявил о завершении карьеры футболиста.

## Карьера в сборной
Дэвис попал в предварительную заявку молодёжной сборной США на Чемпионат мира среди молодёжных команд 2005, но остался вне финального состава. В том же году в составе молодёжной сборной он участвовал в Молочном кубке. В финальном матче кубка, в котором американцы обыграли молодёжную сборную Северной Ирландии со счётом 4:1, он отметился хет-триком, а по итогам турнира был признан самым ценным игроком.
В составе олимпийской сборной США Дэвис принимал участие в футбольном турнире Олимпиады 2008. На турнире он сыграл в одном матче, выйдя на замену в игре против сборной Нигерии.
Дебют Дэвиса за первую национальную сборную США состоялся 2 июня 2007 года в товарищеской игре со сборной Китая. Летом того же года он попал в состав сборной на Кубок Америки 2007, где вышел на поле в одном матче. Первый гол за сборную он забил 15 октября 2008 года в отборочном матче к Чемпионату мира 2010 против сборной Тринидада и Тобаго. На Кубке конфедераций 2009 он принял участие в четырёх матчах и забил один гол в ворота сборной Египта на групповой стадии.

## Статистика выступлений
| Клуб                   | Сезон            | Лига  | Лига | Кубок | Кубок | Кубок лиги | Кубок лиги | Конт. кубки | Конт. кубки | Всего | Всего |
| Клуб                   | Сезон            | Матчи | Голы | Матчи | Голы  | Матчи      | Голы       | Матчи       | Голы        | Матчи | Голы  |
| ---------------------- | ---------------- | ----- | ---- | ----- | ----- | ---------- | ---------- | ----------- | ----------- | ----- | ----- |
| Хаммарбю               | 2007             | 20    | 3    | 0     | 0     | -          | -          | 8           | 1           | 28    | 4     |
| Хаммарбю               | 2008             | 27    | 14   | 4     | 1     | -          | -          | 0           | 0           | 31    | 15    |
| Хаммарбю               | 2009             | 9     | 4    | 2     | 3     | -          | -          | 0           | 0           | 11    | 7     |
| Хаммарбю               | Всего            | 56    | 21   | 6     | 4     | -          | -          | 8           | 1           | 70    | 26    |
| Сошо                   | 2009/10          | 8     | 2    | 0     | 0     | -          | -          | 0           | 0           | 8     | 2     |
| → Ди Си Юнайтед        | 2011             | 26    | 11   | 0     | 0     | -          | -          | -           | -           | 26    | 11    |
| → Ди Си Юнайтед        | Всего            | 26    | 11   | 0     | 0     | -          | -          | -           | -           | 26    | 11    |
| Сошо                   | 2011/12          | 2     | 0    | 0     | 0     | -          | -          | 0           | 0           | 2     | 0     |
| Сошо                   | Всего            | 10    | 2    | 0     | 0     | -          | -          | 0           | 0           | 10    | 2     |
| Раннерс                | 2012/13          | 23    | 0    | 3     | 0     | -          | -          | 0           | 0           | 26    | 0     |
| Раннерс                | Всего            | 23    | 0    | 3     | 0     | -          | -          | 0           | 0           | 26    | 0     |
| → Нью-Инглэнд Революшн | 2013             | 4     | 0    | 0     | 0     | 0          | 0          | -           | -           | 4     | 0     |
| Нью-Инглэнд Революшн   | 2014             | 18    | 3    | 0     | 0     | 5          | 4          | -           | -           | 23    | 7     |
| Нью-Инглэнд Революшн   | 2015             | 33    | 10   | 0     | 0     | 1          | 0          | -           | -           | 34    | 10    |
| Нью-Инглэнд Революшн   | 2016             | 9     | 1    | 0     | 0     | -          | -          | -           | -           | 9     | 1     |
| Нью-Инглэнд Революшн   | Всего            | 64    | 14   | 0     | 0     | 6          | 4          | -           | -           | 70    | 18    |
| Филадельфия Юнион      | 2016             | 8     | 0    | -     | -     | 1          | 0          | -           | -           | 9     | 0     |
| Филадельфия Юнион      | 2017             | 3     | 0    | 0     | 0     | 0          | 0          | -           | -           | 3     | 0     |
| Филадельфия Юнион      | Всего            | 11    | 0    | 0     | 0     | 1          | 0          | -           | -           | 12    | 0     |
| → Бетлехем Стил        | 2017             | 1     | 1    | -     | -     | -          | -          | -           | -           | 1     | 1     |
| → Бетлехем Стил        | Всего            | 1     | 1    | -     | -     | -          | -          | -           | -           | 1     | 1     |
| Всего за карьеру       | Всего за карьеру | 191   | 49   | 9     | 4     | 7          | 4          | 8           | 1           | 215   | 58    |

## Личная жизнь
13 октября 2009 года Дэвис вместе с двумя своими знакомыми ехал рано утром в сторону Вашингтона, но потерял управление и врезался в металлическую ограду, вследствие чего автомобиль разорвало пополам. В результате аварии погибла 22-летняя пассажирка. Сам Дэвис получил многочисленные травмы лица, переломы костей правой ноги и локтя, разрыв мочевого пузыря и кровоизлияние в мозг. Дэвис из-за катастрофы пропустил чемпионат мира 2010.
В конце июля 2016 года Дэвис сообщил, что весной ему было диагностировано злокачественное новообразование — липосаркома, но сейчас у него ремиссия.